# جمشيد بن عبد الله
جمشيد بن عبد الله بن خليفة بن حارب بن ثويني بن سعيد بن سلطان بن أحمد بن سعيد آل سعيد البوسعيدي (16 سبتمبر 1929 - 30 ديسمبر 2024)، هو آخر سلاطين زنجبار تولى السلطنة في زنجبار خلال الفترة من 1 يوليو 1963 إلى 12 يناير 1964 حيث أطاحت ثورة زنجبار بحكمه. كان حتى عام 2020 في المنفى في مدينة بورتسموث في المملكة المتحدة، وكان من أقنعه بالسكن فيها هو الشيخ سالم بن مسعود بن علي بن محمد الريامي الذي توفي سنة 2005. انتقل بعدها ليعيش في سلطنة عُمان مع الأسرة الحاكمة.

## وفاته
توفي مساء الاثنين 30 ديسمبر 2024 في المستشفى السلطاني بمسقط، عن خمسةٍ وتسعين عامًا بعد صراع طويل مع المرض.